# Soundholic
Soundholic es una discográfica independiente localizada en Tokio, Japón, fundada el 17 de mayo de 1996. Su fundador fue Noboru Shibadaira. El sello discográfico cerró sus puertas en el 2009 debido a que Shibadaira falleció. Esta empresa se dedicaba, más que nada a distribuir el material discográfico de diversas bandas de América y Europa en Japón.

## Artistas
| - Anorexia Nervosa - Alghazanth - Allheluja - Anasarca - Autumn Leaves - Axamenta - Bal-Sagoth - Balflare - Beyond the Embrace - Biomechanical - The Black Dahlia Murder - Blinded Colony - Bloden-Wedd - Breaking Silence - Bride Adorned - Buried Dreams - Burning in Hell - Burning Point - Cadacross - Carnal Forge - Callenish Circle - Centinex - Chinatown - Citadel - Concept - Construcdead - Dark Avenger - Dark Funeral - Dark Lunacy - Darkfire - Dark Moor - Deathchain - Defleshed - Deicide | - Delirious? - The Defaced - Deranged - Devilyn - Dew-Scented - Dispatched - Divine Souls - Domine - Dungeon - Enemy Is Us - Enforsaken - The Embraced - Equilibrium - Eternal Autumn - Evergrey - Face Down - Falconer - Fear My Thoughts - Followbane - Funeris Nocturnum - Grave Digger - Grief of Emerald - Harrow - Hate Eternal - Hatesphere - Havayoth - Hearse - Highlord - Heimdall - Hellfueled - Holy Knights - Holy Moses - Holy Sagga - Human Factor | - Hypnos - Incapacity - In Thy Dreams - Iron Fire - Jerkstore - Karelia - Korpiklaani - Krisiun - Lemon Crush - Liar Symphony - Luciferion - Lyzanxia - Magician - Marduk - Meduza - Mendeed - Mithotyn - Mnemic - MoonMadness - N8 - Necrodeath - Nocturnal Rites - Non Human Level - Nostradameus - Orion Riders - Orphanage - Overdrive - Persefone - Profundi - Raunchy - Requiem - Reptilian - Rosae Crucis - Runic | - Sally's Skin - Scar Symmetry - Scarve - Serpent - Seventh Avenue - Shadows of Steel - Sins of Omission - Skylark - Skyscraper - Slowmotion Apocalypse - Soilwork - Sonic Syndicate - Spellbound - Stormlord - The Storyteller - Stripshow - Tenebre - Terror 2000 - Theory in Practice - Thy Majesty - Thyrane - Thyrfing - Torchbearer - Trivium - Turisas - Underthreat - Victory - Voice - Without Grief - Wizard - Wizards - Wuthering Heights - Zoic - Zonata |